# Bryce Gheisar
Bryce Gheisar, né le 22 décembre 2004 à Plano, Texas), est un acteur américain.

## Biographie
Bryce Gheisar est né à Plano et a grandi à Frisco. Sa famille paternelle est d'origine iranienne. Il étudie à Lovejoy High School.

## Filmographie

### Cinéma
- 2017 : Into the Who Knows![2] : Thomas
- 2017 : Mes vies de chien : Ethan - 8 ans
- 2017 : Wonder (film) : Julian
- 2018 : Le 15h17 pour Paris : Alek - 11/14 ans
- 2021 : James the Second[3] : James Buck
- 2022 : White Bird: A Wonder Story de Marc Forster : Julian

### Télévision
- 2016 - 2018 :  Walk the Prank (58 Episodes) : Herman
- 2019 :  9-1-1 (Saison 2, Episode 11) : Stevie
- 2020 - 2021 : Les Astronautes (10 Episodes) : Elliot Combes
- 2021 : Fais-moi peur![4] (Saison 2, Episodes 1 à 6) : Luke McCoy

### Courts métrages
- 2015 : The Bus Stop[5] : Elijah Gutnick'